# Thyoné (lune)
Pour les articles homonymes, voir Thyoné.
Thyoné (J XXIX Thyone) est un satellite naturel rétrograde de Jupiter. Elle fut découverte en 2001 par l'équipe de Scott S. Sheppard de l'université d'Hawaii le 11 décembre 2001 ; sa découverte fut publiée le 16 mai 2002, en même temps que celle de dix autres satellites de Jupiter.

## Orbite
Elle appartient au groupe d'Ananké, constitué de lunes irrégulières et rétrogrades qui orbitent Jupiter entre 19 300 000 à 22 700 000 km de distance à des inclinaisons variant de 145,7 à 154,8° et des excentricités allant de 0,02 à 0,28.

Diagramme illustrant l'orbite des satellites irréguliers de Jupiter.
Diagramme illustrant l'inclinaison des objets du cœur du groupe d'Ananké en fonction du demi-grand axe.

## Dénomination
Thyoné reçut son nom définitif le 8 août 2003, en même temps que dix autres satellites de Jupiter et 12 satellites de Saturne. Avant cela, sa désignation provisoire était S/2001 J 2, indiquant qu'elle était le 2e satellite de Jupiter imagé pour la première fois en 2001.
Elle tire son nom de l'une des conquêtes amoureuses de Zeus, Sémélé. Héra, ayant découvert l'infidélité de son mari, se vengea de Sémélé en la convainquant (ayant pris l'apparence d'une de ses servantes) de demander à Zeus qu'il lui révèle son véritable aspect divin. Le choc lui fut, bien entendu, mortel. Zeus récupéra l'enfant qu'elle portait de lui et le mena à terme dans sa cuisse. Ainsi naquit Dionysos. Plus tard, Dionysos alla chercher sa mère aux enfers et l'en sauva, la renommant Thyoné.